# Championnats nationaux de cyclisme sur route en 2023
Navigation
2022 2024
Les Championnats nationaux de cyclisme sur route en 2023 commencent dès janvier pour l'Australie et la Nouvelle-Zélande. La plupart des championnats nationaux de cyclisme ont lieu aux mois de juin et juillet.

## Champions 2023

### Élites hommes
| Pays                            | Course en ligne                                                     | Contre-la-montre                                      |
| ------------------------------- | ------------------------------------------------------------------- | ----------------------------------------------------- |
| Afrique du Sud                  | Travis Stedman (Q36.5 Continental)                                  | Stefan de Bod (EF Education-EasyPost)                 |
| Albanie                         | Lukas Kloppenborg (Tirana Team)                                     | Ylber Sefa                                            |
| Algérie                         | Abdelraouf Bengayou (Mouloudia Club Alger)                          | Youcef Reguigui (Terengganu Polygon)                  |
| Allemagne                       | Emanuel Buchmann (Bora-Hansgrohe)                                   | Nils Politt (Bora-Hansgrohe)                          |
| Angola                          | Igor Silva (Jair Transporte de Benguela)                            | Dário António (Amadores Cicloturismo)                 |
| Antigua-et-Barbuda              | Jyme Bridges                                                        | Robert Marsh (East Side Raiders)                      |
| Argentine                       | Alejandro Durán (Chimbas Te Quiero) Sergio Fredes (KTM Orange Road) | Sergio Fredes (KTM Orange Road)                       |
| Australie                       | Luke Plapp (Ineos Grenadiers)                                       | Jay Vine (UAE Team Emirates)                          |
| Autriche                        | Gregor Mühlberger (Movistar)                                        | Patrick Gamper (Bora-Hansgrohe)                       |
| Azerbaïdjan                     | Ali Gurbianov (Sakarya BB Pro Team)                                 | Samir Jabrayilov                                      |
| Bahamas                         | Kevin Daley (Columbus Isles Arawaks)                                | Kevin Daley (Columbus Isles Arawaks)                  |
| Barbade                         | Edwin Sutherland (Stoli)                                            | Joshua Kelly (Miami Blazers)                          |
| Belgique                        | Remco Evenepoel (Soudal Quick-Step)                                 | Wout van Aert (Jumbo-Visma)                           |
| Belize                          | Cory Williams (L39ION of Los Angeles)                               | Oscar Quiroz (Miami Blazers)                          |
| Bénin                           | Emmanuel Sagbo (Espoir Vélo Club)                                   | Rémi Sowou (Turbo Vélo Club)                          |
| Bermudes                        | Kaden Hopkins (Vendée U)                                            | Kaden Hopkins (Vendée U)                              |
| Biélorussie                     | Yauhen Sobal                                                        | Yauheni Karaliok                                      |
| Bolivie                         | Freddy Gonzales (Pío Rico-Alcaldía La Vega)                         | Eduardo Moyata (Pío Rico-Alcaldía La Vega)            |
| Bosnie-Herzégovine              | Husein Selimović (Kamen Team)                                       | Vedad Karić (Kamen Team)                              |
| Botswana                        | Thata Lloyd Molale (Swift BW)                                       |                                                       |
| Brésil                          | Caio Godoy (Swift Carbon Brasil)                                    | Diego Mendes (Pedalli Bike Store-Siqueira Pró Tech)   |
| Bulgarie                        | Yordan Andreev (Sidi Ali-Unlock)                                    | Martin Papanov (Nessebar-Shokblaze)                   |
| Burkina Faso                    | Paul Daumont (AS Bessel)                                            |                                                       |
| Cameroun                        | Artuce Tella (SNH Vélo Club)                                        |                                                       |
| Canada                          | Nickolas Zukowsky (Q36.5)                                           | Derek Gee (Israel-Premier Tech)                       |
| Cap-Vert                        | Nélio Cruz                                                          | Eliezer Soares                                        |
| Chili                           | Manuel Lira (Papa John's)                                           | José Luis Rodríguez (Swift Carbon Pro Cycling Brasil) |
| Chine                           | Ma Binyan (Hengxiang)                                               | Xue Ming                                              |
| Chypre                          | Aléxandros Matsángos (Omónia)                                       | Andréas Miltiádis (Elite Cycling)                     |
| Colombie                        | Esteban Chaves (EF Education-EasyPost)                              | Miguel Ángel López (Medellín-EPM)                     |
| Corée du Sud                    | Park Keon-woo (LX)                                                  | Jang Kyung-gu                                         |
| Costa Rica                      | Jason Huertas (Colono Construcción-Bike Station)                    | Jason Huertas (Colono Construcción-Bike Station)      |
| Côte d'Ivoire                   | Issiaka Cissé (Société Omnisports de l'Armée)                       |                                                       |
| Croatie                         | Viktor Potočki (Ljubljana Gusto Santic)                             | Fran Miholjević (Bahrain Victorious)                  |
| Cuba                            | Ricardo Delgado (Cuba A)                                            | Leandro Marcos (La Habana)                            |
| Curaçao                         | Danny van Ommen                                                     |                                                       |
| Danemark                        | Mattias Skjelmose (Trek-Segafredo)                                  | Kasper Asgreen (Soudal Quick-Step)                    |
| Émirats arabes unis             | Ahmed Al Mansoori                                                   | Saif Al Kaabi                                         |
| Équateur                        | Richard Carapaz (EF Education-EasyPost)                             | Jonathan Caicedo (EF Education-EasyPost)              |
| Érythrée                        | Awet Aman (Denden Cycling Club)                                     | Amanuel Ghebreigzabhier (Trek-Segafredo)              |
| Espagne                         | Oier Lazkano (Movistar)                                             | Jonathan Castroviejo (Ineos Grenadiers)               |
| Estonie                         | Karl Patrick Lauk (Bingoal WB)                                      | Rein Taaramäe (Intermarché-Circus-Wanty)              |
| Eswatini                        | Kwanele Jele (Newcom Wheels)                                        |                                                       |
| États-Unis                      | Quinn Simmons (Trek-Segafredo)                                      | Brandon McNulty (UAE Team Emirates)                   |
| Éthiopie                        | Bizay Tesfu Redae                                                   | Tsgabu Grmay (Jayco AlUla)                            |
| Fidji                           | Don Younger                                                         | Jone Tapake                                           |
| Finlande                        | Antti-Jussi Juntunen (Akilles Green)                                | Vladyslav Makogon (GIF-Chebici)                       |
| France                          | Valentin Madouas (Groupama-FDJ)                                     | Rémi Cavagna (Soudal Quick-Step)                      |
| Géorgie                         | Giorgi Suvadzoglu                                                   | Avtandil Piranishvili                                 |
| Ghana                           | Michael Naba (FCG Cycling club)                                     |                                                       |
| Grande-Bretagne                 | Fred Wright (Bahrain Victorious)                                    | Joshua Tarling (Ineos Grenadiers)                     |
| Grèce                           | Georgios Bouglas (Matrix Powertag)                                  | Miltiádis Giannoútsos (AO Aíolos)                     |
| Grenade                         | Red Walters (XSpeed United Continental)                             | Red Walters (XSpeed United Continental)               |
| Guam                            | Blayde Blas (EuroCyclingTrips)                                      |                                                       |
| Guatemala                       | Adolfo Vásquez (Hino-One-La Red-Tigo-Suzuki)                        | Manuel Rodas (Decorabaños-AC Quetzaltenango)          |
| Guyana                          | Briton John (United we Stand)                                       | Curtis Dey (KFC Evolution)                            |
| Honduras                        | Christopher Díaz (Arabay Cycling Friendly)                          | César Castillo (ACT)                                  |
| Hong Kong                       | Ng Pak-hang (HKSI)                                                  | Vincent Lau Wan-yau (HKSI)                            |
| Hongrie                         | Attila Valter (Jumbo-Visma)                                         | Attila Valter (Jumbo-Visma)                           |
| Îles Caïmans                    | Michael Testori                                                     | Michael Testori                                       |
| Îles Vierges britanniques       | Phillippe Leroy                                                     | Phillippe Leroy                                       |
| Îles Vierges des États-Unis     | Stephen Swanton                                                     | Stephen Swanton                                       |
| Inde                            | Pratik Patil (Maharashtra)                                          | Naveen John (Karnataka)                               |
| Indonésie                       | Terry Yudha Kusuma (Kelapa Gading Bikers)                           | Aiman Cahyadi (Terengganu Polygon)                    |
| Iran                            | Saeid Safarzadeh (Tianyoude Hotel)                                  | Saeid Safarzadeh (Tianyoude Hotel)                    |
| Irlande                         | Ben Healy (EF Education-EasyPost)                                   | Ryan Mullen (Bora-Hansgrohe)                          |
| Islande                         | Ingvar Ómarsson (Breiðablik)                                        | Ingvar Ómarsson (Breiðablik)                          |
| Israël                          | Itamar Einhorn (Israel-Premier Tech)                                | Oded Kogut (Israel Premier Tech Academy)              |
| Italie                          | Simone Velasco (Astana Qazaqstan)                                   | Filippo Ganna (Ineos Grenadiers)                      |
| Jamaïque                        | Jerome Forrest                                                      | Barrington Bailey                                     |
| Japon                           | Masaki Yamamoto (JCL Team Ukyo)                                     | Yūma Koishi (JCL Team Ukyo)                           |
| Kazakhstan                      | Alexey Lutsenko (Astana Qazaqstan)                                  | Alexey Lutsenko (Astana Qazaqstan)                    |
| Kosovo                          | Blerton Nuha (KC Kastrioti Ferizaj)                                 | Samir Hasani (KC Kastrioti Ferizaj)                   |
| Laos                            | Ariya Phounsavath (Roojai Online Insurance)                         | Ariya Phounsavath (Roojai Online Insurance)           |
| Lesotho                         | Kabelo Makatile                                                     | Kabelo Makatile                                       |
| Lettonie                        | Emīls Liepiņš (Trek-Segafredo)                                      | Toms Skujiņš (Trek-Segafredo)                         |
| Liban                           | Gilbert Hannouche (Aliyah Cycling Club)                             | Nizar Elkadi                                          |
| Lituanie                        | Rokas Adomaitis (Tartu2024 Cycling Team)                            | Aivaras Mikutis (Tudor Pro Cycling U23)               |
| Luxembourg                      | Alex Kirsch (Trek-Segafredo)                                        | Alex Kirsch (Trek-Segafredo)                          |
| Macédoine du Nord               | Stefan Petrovski                                                    | Darko Simonovski (VK Enerdži)                         |
| Madagascar                      | Jean de Dieu Rakotondrasoa                                          |                                                       |
| Malaisie                        | Nur Aiman Zariff (Terengganu Polygon)                               | Nur Aiman Rosli                                       |
| Mali                            | Yacouba Diallo (CC Airness de Niena)                                |                                                       |
| Malte                           | Aidan Buttigieg (D Sports Lab)                                      | Aidan Buttigieg (D Sports Lab)                        |
| Maroc                           | Achraf Ed Doghmy (Kawkab AC)                                        | Adil El Arbaoui (AVC Khouribga)                       |
| Maurice                         | Christopher Lagane (Faucon Flacq SC-KFC)                            | Christopher Lagane (Faucon Flacq SC-KFC)              |
| Mexique                         | Ignacio Prado (Canel's-ZeroUno)                                     | Edgar Cadena (Canel's-ZeroUno)                        |
| Moldavie                        | Laurențiu Buianu (Bălți)                                            | Gennady Morgun                                        |
| Mongolie                        | Jambaljamts Sainbayar (Terengganu Polygon)                          | Maral-Erdene Batmunkh (Levante-Fuji-Shizuoka)         |
| Monténégro                      | Aleksandar Radunović (BK Dinamo)                                    | Goran Cerović (PV)                                    |
| Namibie                         | Tristan de Lange                                                    | Drikus Coetzee (Simonis Storm Powered by Hollard)     |
| Nicaragua                       | Argenis Vanegas (Kilos)                                             | Argenis Vanegas (Kilos)                               |
| Nigeria                         | Kurotimi Abaka (Bayelsa State)                                      |                                                       |
| Norvège                         | Fredrik Dversnes (Uno-X)                                            | Søren Wærenskjold (Uno-X)                             |
| Nouvelle-Zélande                | James Oram (Black Spoke Pro Cycling)                                | Aaron Gate (Black Spoke Pro Cycling)                  |
| Ouzbékistan                     | Dmitriy Bocharov                                                    | Aleksey Fomovskiy (Samarkand Professional)            |
| Pakistan                        | Mohsin Khan                                                         | Shah Wali                                             |
| Panama                          | Randish Lorenzo (Panamá es Cultura y Valores)                       | Bolívar Espinosa (Panamá es Cultura y Valores)        |
| Paraguay                        | Francisco Riveros                                                   | Francisco Riveros                                     |
| Pays-Bas                        | Dylan van Baarle (Jumbo-Visma)                                      | Jos van Emden (Jumbo-Visma)                           |
| Pérou                           | Robinson Ruiz (Epic Pro Riders)                                     | Alain Quispe (Explora Sports)                         |
| Philippines                     | Jonel Carcueva (Go for Gold Philippines)                            | Rustom Lim (Go for Gold Philippines)                  |
| Pologne                         | Alan Banaszek (Human Powered Health)                                | Michał Kwiatkowski (Ineos Grenadiers)                 |
| Porto Rico                      | Christopher Morales (Maglia Tecnosylva Bembibre)                    | Christopher Morales (Maglia Tecnosylva Bembibre)      |
| Portugal                        | Ivo Oliveira (UAE Team Emirates)                                    | João Almeida (UAE Team Emirates)                      |
| Qatar                           | Bilal Alsaadi (Doha)                                                | Ahmed Elbourdainy (Doha)                              |
| RD Congo                        | Joël Kasereka (Goma Cycling Club)                                   |                                                       |
| République dominicaine          | Pablo Reyes (Verrazano-San Cristóbal)                               | Erlin García (CRCA-Foundation)                        |
| République tchèque              | Mathias Vacek (Trek-Segafredo)                                      | Jakub Otruba (ATT Investments)                        |
| Roumanie                        | Serghei Țvetcov (Denver Disruptors)                                 | Eduard-Michael Grosu (HRE Mazowsze Serce Polski)      |
| Russie                          | Andrei Stepanov (Tyumen Region)                                     | Petr Rikunov                                          |
| Rwanda                          | Patrick Byukusenge (Benediction Kitei Pro 2020)                     | Moise Mugisha (Benediction Kitei Pro 2020)            |
| Saint-Vincent-et-les-Grenadines | Zefal Bailey                                                        | Cammie Adams                                          |
| Sainte-Lucie                    | Kluivert Mitchel                                                    | Kluivert Mitchel                                      |
| Salvador                        | Dagoberto Joya                                                      | Gregory Guardado                                      |
| Sénégal                         | Massamba Sarr (Vélo City Thiès)                                     |                                                       |
| Serbie                          | Dušan Rajović (Bahrain Victorious)                                  | Ognjen Ilić (Borac Čačak)                             |
| Seychelles                      | Jean-Yves Souyave (North Coast Riders)                              | Ahmad Arissol (Vélo Club de l'Ouest)                  |
| Singapour                       | Yong Liang Mun                                                      | Yong Liang Mun                                        |
| Slovaquie                       | Matúš Štoček (ATT Investments)                                      | Matúš Štoček (ATT Investments)                        |
| Slovénie                        | Tadej Pogačar (UAE Team Emirates)                                   | Tadej Pogačar (UAE Team Emirates)                     |
| Suède                           | Lucas Eriksson (Tudor Pro Cycling)                                  | Jacob Ahlsson (Motala AIF Serneke Allebike)           |
| Suisse                          | Marc Hirschi (UAE Team Emirates)                                    | Stefan Bissegger (EF Education-EasyPost)              |
| Suriname                        | Xavi Wadilie                                                        | Jorryn Simson                                         |
| Taïwan                          | Hsiao Shih-hsin                                                     | Sergio Tu (Bahrain Victorious)                        |
| Tanzanie                        | Frank Malick (Dar el Salaam)                                        | Hassan Sharif (Tanga)                                 |
| Thaïlande                       | Noppachai Klahan (Thailand Continental)                             | Peerapol Chawchiangkwang (Thailand Continental)       |
| Trinité-et-Tobago               | Maurice Burnette (Stoli Cycle)                                      | Akil Campbell (PSL Cycling Club)                      |
| Tunisie                         | Maher Habouria                                                      | Mohamed Aziz Dellai                                   |
| Turquie                         | Burak Abay (Konya Büyükşehir Belediye Spor)                         | Ahmet Örken (Spor Toto)                               |
| Ukraine                         | Maksym Bilyi (UC Monaco)                                            | Vitaliy Novakovskyi                                   |
| Uruguay                         | Leonel Rodríguez (Cerro Lago)                                       | Eric Fagúndez (Burgos-BH)                             |
| Venezuela                       | Orluis Aular (Caja Rural-Seguros RGA)                               | Orluis Aular (Caja Rural-Seguros RGA)                 |
| Viêt Nam                        | Trịnh Đức Tâm (Tập Đoàn Lộc Trời)                                   | Nguyễn Tuấn Vũ (Vinama-TP-Hồ Chí Minh)                |
| Zambie                          | Obert Chembe (Red Arrows Cycling Club)                              | Yanjanani Sakala (Twin Palm Bike Club)                |
| Zimbabwe                        | Rodrick Shumba                                                      | Mthokozisi Sibanda                                    |

### Élites femmes
| Championnats nationaux | Championnats nationaux                                         | Championnats nationaux                                         | Championnats nationaux |
| Pays                   | Course en ligne                                                | Contre-la-montre                                               |                        |
| ---------------------- | -------------------------------------------------------------- | -------------------------------------------------------------- | ---------------------- |
| Afrique du Sud         | Frances Janse van Rensburg (Stade Rochelais Charente-Maritime) | Zanri Rossouw                                                  |                        |
| Algérie                | Yasmine Elmeddah                                               | Khadidja Araoui                                                |                        |
| Allemagne              | Liane Lippert (Movistar Team)                                  | Mieke Kröger (Human Powered Health)                            |                        |
| Arabie saoudite        |                                                                | Monirah Aldraiweesh                                            |                        |
| Argentine              | Micaela Gutierrez                                              | Anabel Yapura (Grand Est-Komugi-La Fabrique)                   |                        |
| Australie              | Brodie Chapman (Trek-Segafredo)                                | Grace Brown (FDJ-Suez)                                         |                        |
| Autriche               | Carina Schrempf (Fenix-Deceuninck)                             | Anna Kiesenhofer                                               |                        |
| Azerbaijan             |                                                                | Viktoriya Sidorenko                                            |                        |
| Barbade                | Amber Joseph (L39ION of Los Angeles)                           | Amber Joseph (L39ION of Los Angeles)                           |                        |
| Belgique               | Lotte Kopecky (SD Worx)                                        | Lotte Kopecky (SD Worx)                                        |                        |
| Belize                 | Kaya Cattouse                                                  | Patricia Chavarria                                             |                        |
| Brésil                 | Ana Vitória Magalhães (Bizkaia-Durango)                        | Ana Paula Polegatch (Memorial Santos-Fupes)                    |                        |
| Canada                 | Alison Jackson (EF Education-TIBCO-SVB)                        | Paula Findlay                                                  |                        |
| Chili                  | Karla Vallejos                                                 | Aranza Villalón (Eneicat-CMTeam-Seguros Deportivos)            |                        |
| Chine                  | Luyao Zeng                                                     | Tingting Wang                                                  |                        |
| Chypre                 | Ántri Christofórou (Human Powered Health)                      | Ántri Christofórou (Human Powered Health)                      |                        |
| Colombie               | Diana Peñuela (DNA Pro Cycling)                                | Marcela Hernández (Colombia Pacto Por El Deporte - GW Shimano) |                        |
| Costa Rica             | Yendry Quesada                                                 | Milagro Mena                                                   |                        |
| Croatie                | Majda Horvat                                                   | Mia Radotić                                                    |                        |
| Cuba                   | Arlenis Sierra (Movistar Team)                                 | Arlenis Sierra (Movistar Team)                                 |                        |
| Danemark               | Rebecca Koerner (Uno-X Pro Cycling Team)                       | Emma Norsgaard Bjerg (Movistar Team)                           |                        |
| Émirats arabes unis    | Safia Al Sayegh (UAE Team ADQ)                                 |                                                                |                        |
| Équateur               | Ana Vivar                                                      | Miryam Núñez (Massi Tactic)                                    |                        |
| Espagne                | Mavi García (Liv Racing TeqFind)                               | Mireia Benito (AG Insurance-Soudal Quick-Step)                 |                        |
| Estonie                | Laura Lizette Sander (AG Insurance-NXTG U23)                   | Laura Lizette Sander (AG Insurance-NXTG U23)                   |                        |
| États-Unis             | Chloé Dygert (Canyon-SRAM Racing)                              | Chloé Dygert (Canyon-SRAM Racing)                              |                        |
| Finlande               | Anniina Ahtosalo (Uno-X Pro Cycling Team)                      | Anniina Ahtosalo (Uno-X Pro Cycling Team)                      |                        |
| France                 | Victoire Berteau (Cofidis)                                     | Cédrine Kerbaol (Ceratizit-WNT Pro Cycling)                    |                        |
| Guatemala              | Gabriela Soto                                                  | Gabriela Soto                                                  |                        |
| Hongrie                | Blanka Vas (SD Worx)                                           | Blanka Vas (SD Worx)                                           |                        |
| Irlande                | Lara Gillespie (UAE Development Team)                          | Kelly Murphy (Awol O'Shea)                                     |                        |
| Islande                | Hafdís Sigurðardóttir (Hjólreiðafélag Akureyrar)               | Hafdís Sigurðardóttir (Hjólreiðafélag Akureyrar)               |                        |
| Israël                 | Antonina Reznikov                                              | Rotem Gafinovitz                                               |                        |
| Italie                 | Elisa Longo Borghini (Trek-Segafredo)                          | Elisa Longo Borghini (Trek-Segafredo)                          |                        |
| Japon                  | Eri Yonamine (Human Powered Health)                            | Yui Ishida                                                     |                        |
| Kazakhstan             | Makhabbat Umutzhanova                                          | Makhabbat Umutzhanova                                          |                        |
| Lesotho                | Tsepiso Lerata                                                 |                                                                |                        |
| Lettonie               | Anastasia Carbonari (UAE Development Team)                     | Dana Rožlapa (Keukens Redant)                                  |                        |
| Lituanie               | Olivija Baleišytė                                              | Olivija Baleišytė                                              |                        |
| Luxembourg             | Christine Majerus (SD Worx)                                    | Nina Berton (Ceratizit-WNT Pro Cycling)                        |                        |
| Macédoine du Nord      | Elena Petrova                                                  | Elena Petrova                                                  |                        |
| Malaisie               | Nur Aisyah Mohamad Zubir                                       | Siti Nur Adibah Akma Mohammed Fuad                             |                        |
| Maurice                | Aurélie Halbwachs                                              | Aurélie Halbwachs                                              |                        |
| Mongolie               | Anujin Jinjiibadam                                             | Solongo Tserenlkham                                            |                        |
| Namibie                | Vera Looser                                                    | Melissa Hinz                                                   |                        |
| Nigeria                | Ese Lovina Ukpeseraye                                          |                                                                |                        |
| Norvège                | Susanne Andersen (Uno-X Pro Cycling Team)                      | Mie Bjørndal Ottestad (Uno-X Pro Cycling Team)                 |                        |
| Nouvelle-Zélande       | Ally Wollaston (AG Insurance-Soudal Quick-Step)                | Georgia Williams (EF Education-TIBCO-SVB)                      |                        |
| Panama                 | Wendy Ducreux (Soltec Team)                                    | Annibel Pietro                                                 |                        |
| Paraguay               | Agua Marina Espínola (Canyon//SRAM Generation)                 | Agua Marina Espínola (Canyon//SRAM Generation)                 |                        |
| Pays-Bas               | Demi Vollering (SD Worx)                                       | Riejanne Markus (Team Jumbo-Visma)                             |                        |
| Philippines            | Jermyn Prado                                                   | Jermyn Prado                                                   |                        |
| Pologne                | Monika Brzeźna (MAT Atom Deweloper Wrocław)                    | Agnieszka Skalniak-Sójka (Canyon-SRAM Racing)                  |                        |
| Porto Rico             | Donelys Carino Rivera                                          |                                                                |                        |
| Portugal               | Cristiana Valente                                              | Ana Caramelo (Matos Mobility-Optiria Women Team)               |                        |
| Roumanie               | Georgeta Ungureanu                                             | Manuela Muresan (Soltec Team)                                  |                        |
| Royaume-Uni            | Pfeiffer Georgi (Team DSM)                                     | Elizabeth Holden (UAE Team ADQ)                                |                        |
| Russie                 | Tamara Dronova (Israel-Premier Tech Roland)                    | Tamara Dronova (Israel-Premier Tech Roland)                    |                        |
| Rwanda                 | Diane Ingabire (Canyon//SRAM Generation)                       | Diane Ingabire (Canyon//SRAM Generation)                       |                        |
| République dominicaine | Gabriella Tejada                                               | Monica Rodriguez                                               |                        |
| Salvador               |                                                                | Saira Martinez                                                 |                        |
| Serbie                 | Jelena Erić (Movistar Team)                                    | Jelena Erić (Movistar Team)                                    |                        |
| Slovaquie              | Nora Jenčušová (Bepink)                                        | Nora Jenčušová (Bepink)                                        |                        |
| Slovénie               | Urša Pintar (BTC City Ljubljana-Scott)                         | Urška Žigart (Team Jayco AlUla)                                |                        |
| Suisse                 | Marlen Reusser (SD Worx)                                       | Elena Hartmann (Israel-Premier Tech Roland Development)        |                        |
| Suède                  | Emilia Fahlin (FDJ-Suez)                                       | Jenny Rissveds                                                 |                        |
| Taïwan                 | Tsai Ya Yu                                                     | Zeng Ke Xin                                                    |                        |
| Tchéquie               | Jarmila Machačová (Team Dukla Praha)                           | Eliška Kvasničková                                             |                        |
| Thaïlande              | Chaniporn Batriya (Thailand Women's cycling team)              | Chaniporn Batriya (Thailand Women's cycling team)              |                        |
| Trinité-et-Tobago      | Alexi Ramirez                                                  | Alexi Ramirez                                                  |                        |
| Ukraine                | Maryna Altukhova                                               | Valeriya Kononenko (Colnago CM Team)                           |                        |
| Vietnam                | Nguyễn Thị Thật (Israel-Premier Tech Roland)                   | Thi Kim Ngan Lam                                               |                        |

### Moins de 23 ans hommes
Sont espoirs les coureurs nés après le 1er janvier 2001. Cependant certaines fédérations n'admettent pas certains coureurs espoirs dans cette catégorie en fonction du statut de leur équipe.
| Pays                   | Course en ligne                                   | Contre-la-montre                                  |
| ---------------------- | ------------------------------------------------- | ------------------------------------------------- |
| Afrique du Sud         | Travis Stedman (Q36.5 Continental)                | Dillon Geary (Gauteng)                            |
| Albanie                |                                                   |                                                   |
| Algérie                |                                                   | Riyad Gouri (Majd Guerrara CC)                    |
| Allemagne              | Moritz Kretschy (Rad-net Oßwald)                  | Moritz Kretschy (Rad-net Oßwald)                  |
| Angola                 | Hilário Mota (ACT)                                | Hosana Gonçalves (BAI-Sicasal-Petro de Luanda)    |
| Argentine              | William Brun (SEP San Juan)                       | Fausto Gómez (Municipalidad de Rawson)            |
| Australie              | Alastair Mackellar (Israel Cycling Academy)       | Alastair Mackellar (Israel Cycling Academy)       |
| Autriche               | Alexander Hajek (Tirol-KTM)                       | Adrian Stieger (ARBÖ headstart On-Fahrrad)        |
| Belgique               | Simon Dehairs (Alpecin-Fenix Development)         | Jonathan Vervenne (Soudal Quick-Step Devo)        |
| Belize                 | Henry Jason Li (Rollin Shattaz-BZ Boyz)           | Derrick Chavarria (Fal)                           |
| Bénin                  | Romuald Soudji (Guépards)                         | Romuald Soudji (Guépards)                         |
| Biélorussie            |                                                   |                                                   |
| Bolivie                | Alexander Donaire (Bici Sprint Tarija)            | Alexander Donaire (Bici Sprint Tarija)            |
| Bosnie-Herzégovine     | Marko Kondić (Zmaj od Bosne Tuzla)                | Husein Selimovic (BK Tuzla)                       |
| Botswana               | Matlhogonolo Botlhole (Swift BW)                  |                                                   |
| Brésil                 | Pedro Leme (Santos-Fupes)                         | Pedro Leme (Santos-Fupes)                         |
| Bulgarie               | Yordan Petrov (Hemus 1896)                        | Yordan Petrov (Hemus 1896)                        |
| Canada                 | Philippe Jacob (Ecoflo Chronos)                   | Michael Leonard (Ineos Grenadiers)                |
| Chili                  | Tomás Quiroz (Club Deportivo y Cultural Infinito) | Héctor Quintana (Plus Performance)                |
| Chine                  | Ju Jinyang                                        | Ju Jinyang                                        |
| Colombie               | Kevin Castillo (Team Sistecrédito)                | Germán Darío Gómez (GW Shimano-Sidermec)          |
| Costa Rica             | Alejandro Granados (7C-Economy-Lacoinex)          | Donovan Ramírez (7C-Economy-Lacoinex)             |
| Danemark               | Rasmus Søjberg (CIC U Nantes Atlantique)          | Carl-Frederik Bévort (Uno-X Dare Development)     |
| Équateur               | Nixon Rosero (Banco Guayaquil)                    | Nixon Rosero (Banco Guayaquil)                    |
| Émirats arabes unis    | Hamdan Ahmad (Shabab Al Ahli)                     | Abdulla Jasim Al-Ali                              |
| Érythrée               | Awet Aman (Dendel Cycling Club)                   | Aklilu Arefayne (Circus-Re Uz-Technord)           |
| Espagne                | Unai Aznar (Finisher)                             | Unai Aznar (Finisher)                             |
| Estonie                | Lauri Tamm (Tartu2024)                            |                                                   |
| États-Unis             | Owen Cole (Velocious Sport)                       | Viggo Moore (Israel Premier Tech Academy)         |
| Finlande               |                                                   |                                                   |
| France                 | Alexy Faure Prost (Circus-Re Uz-Technord)         | Eddy Le Huitouze (Continentale Groupama-FDJ)      |
| Grande-Bretagne        | Samuel Watson (Groupama-FDJ)                      | Josh Charlton (Saint Piran)                       |
| Grèce                  | Nikifóros Arvanítou (Sofer-Savini Due-OMZ)        | Nikólaos Drákos (PS Kronos)                       |
| Guatemala              | Sabino Ajpacajá (Copeba-Muebles Madeca-Muni Toto) | Sabino Ajpacajá (Copeba-Muebles Madeca-Muni Toto) |
| Honduras               | Christopher Díaz (Arabay Cycling Friendly)        | Christopher Díaz (Arabay Cycling Friendly)        |
| Hong Kong              | Chan Ching Fung                                   | Chun Tsun Wai HKSI                                |
| Hongrie                | Márk Valent (Epronex-Hungary)                     | Zétény Szijártó (UC Monaco)                       |
| Inde                   | Arshad Faridi (Delhi)                             | Goran Singh Gaur (Rajasthan)                      |
| Irlande                | Jamie Meehan (Spellman Dublin Port)               | Darren Rafferty (Hagens Berman Axeon)             |
| Islande                | Davíð Jónsson (HFR)                               | Davíð Jónsson (HFR)                               |
| Israël                 | Jonatan Abudraham (Israel Premier Tech Academy)   | Emry Faingezicht                                  |
| Italie                 | Francesco Busatto (Circus-Re Uz-Technord)         | Bryan Olivo (Cycling Team Friuli ASD)             |
| Japon                  | Koki Kamada (VC Fukuoka)                          | Yoshiki Terada (Shimano Racing)                   |
| Kazakhstan             | Nicolas Vinokourov (Astana-Qazaqstan Development) | Maxim Taraskin (Astana-Qazaqstan Development)     |
| Kosovo                 | Albion Kastrati (KC Kastrioti Ferizaj)            | Albion Kastrati (KC Kastrioti Ferizaj)            |
| Lettonie               | Alekss Krasts (Tartu2024)                         | Alekss Krasts (Tartu2024)                         |
| Lituanie               | Jomantas Venckus (Tartu2024)                      | Rokas Adomaitis (Tartu2024)                       |
| Luxembourg             | Loïc Bettendorff (Leopard TOGT)                   | Mathieu Kockelmann (Lotto-Kern Haus)              |
| Macédoine du Nord      |                                                   | Luka Dimitrijoski (VK Spid Bajk)                  |
| Malaisie               | Muhamad Iqbal Nawawi (Terengganu Polygon Academy) | Zhe Yie Kee (Terengganu Polygon)                  |
| Maroc                  | Nasr Eddine Maatougui (US Casablancaise)          | Nasr Eddine Maatougui (US Casablancaise)          |
| Mexique                | José Ramón Muñiz (Petrolike)                      | José Ramón Muñiz (Petrolike)                      |
| Moldavie               |                                                   |                                                   |
| Mongolie               |                                                   | Amartuvshin Battsengel (Ferei Mongolia)           |
| Namibie                |                                                   | JG van der Westhuizen (Cymot Racing)              |
| Nicaragua              | Leonardo Salgado (Real Estelí)                    | Leonardo Salgado (Real Estelí)                    |
| Norvège                |                                                   |                                                   |
| Nouvelle-Zélande       | Logan Currie (Black Spoke Pro Cycling)            | Logan Currie (Black Spoke Pro Cycling)            |
| Ouzbékistan            | Dmitriy Bocharov (Samarkand PCT)                  | Dmitriy Bocharov (Samarkand PCT)                  |
| Pakistan               | Sana Ullah (Khyber Pakhtunkhwa)                   | Abdul Wahid (WAPDA)                               |
| Panama                 | Bredio Ruiz (Panamá es Cultura y Valores)         | Cristopher Miranda (Panamá es Cultura y Valores)  |
| Paraguay               | Brian Woronieski (Paraguay Cycles Club)           | Carlos Acuña (Paraguay Cycles Club)               |
| Pays-Bas               | Pepijn Reinderink (Soudal Quick-Step Devo)        | Enzo Leijnse (Sunweb Development)                 |
| Philippines            | Joshua Pascual (Excellent Noodles)                | Joshua Pascual (Excellent Noodles)                |
| Pologne                | Mikołaj Szulik (Lubelskie Perła Polski)           | Kacper Gieryk (JEGG-DJR Academy)                  |
| Porto Rico             |                                                   | Christopher Morales (Maglia Tecnosylva Bembibre)  |
| Portugal               | Gonçalo Tavares (Hagens Berman Axeon)             | António Morgado (Hagens Berman Axeon)             |
| République dominicaine |                                                   | Juan Carlos del Rosario (Asocipe-Moca)            |
| République tchèque     | Daniel Mráz (Elkov-Kasper)                        | Pavel Bittner (DSM-firmenich)                     |
| Roumanie               | Mihnea-Alexandru Harasim (CSM Constanta)          | Serban Luncan (ACS Olimpic Zarnesti)              |
| Salvador               | Brandon Rodríguez                                 | Brandon Rodríguez                                 |
| Serbie                 | Mihajlo Stolić (Lotus Team)                       | Luka Turkulov (Metalac Quick Kraljevo)            |
| Singapour              | Xinle Nicholas Chong                              | Keagan Tan                                        |
| Slovaquie              | Simon Nagy (Dukla Banská Bystrica)                | Martin Jurík (Adria Mobil)                        |
| Slovénie               |                                                   |                                                   |
| Suède                  | Edvin Lovidius (Södertälje CK)                    | Jakob Söderqvist                                  |
| Suisse                 | Elia Blum (Tudor Pro Cycling Team U23)            |                                                   |
| Thaïlande              | Kongphob Thimachai (Roojai Online Insurance)      | Kongphob Thimachai (Roojai Online Insurance)      |
| Trinité-et-Tobago      | Benjamin Mouttet                                  | Enrique De Comarmond (Heatwave CC)                |
| Turquie                | Emir Uzun (Spor Toto)                             | Doğukan Arikan (Spor Toto)                        |
| Ukraine                | Maksym Bilyi (UC Monaco)                          | Dmytro Polupan                                    |
| Uruguay                | Thomas Silva (Caja Rural-Alea)                    | Thomas Silva (Caja Rural-Alea)                    |
| Venezuela              | Breinner Camargo (Ciclismo de Poltáchira)         | Enmanuel Viloria (Carabobo)                       |
| Zimbabwe               | Uzwilenkosi Sibanda                               | Tinashe Marima                                    |